# La Tradition symphonique 2
Albums de Tri Yann
Marines Abysses
La Tradition Symphonique 2 est le cinquième album live du groupe Tri Yann sorti en novembre 2004. Cet album a été enregistré pendant l'été lors des concerts de Tri Yann avec l'Orchestre national des Pays de la Loire  (ONPL) à Nantes et Angers. Ces concerts ont été les derniers pour Hubert Soudant, chef d'orchestre de l'ONPL. 

## Contenu
Cet album regroupe les compositions des albums précédant Le Pélégrin et Marines ainsi que quelques anciennes chansons. On retrouve sur cet album Bleunwenn Mevel, l'Ensemble vocal de Nantes, dirigé par Paul Colléaux ainsi que le bagad de Nantes. Les arrangements des chansons ont été faits par Christophe Peloil (violoniste de Tri Yann) et Jean-Pierre Florent (ONPL qui a orchestré les pièces suivantes : Korydwen, Divent an Dour, Sein 1940 et La Complainte de Louis-Marie Jossic).  
L'album ne reprend pas l'intégralité du concert. Il y manque deux chansons de Tri Yann : Si mort a mors et An Alarc'h. Le groupe a choisi de ne pas les faire figurer sur l'album car elles étaient déjà présentes sur le précédent disque avec l'Orchestre national des Pays de la Loire. Néanmoins, on peut les trouver sur la compilation Tri Yann - les incontournables 1970-2015, sortie en 2015. 

## Liste des chansons
| No  | Titre                               | Durée |
| --- | ----------------------------------- | ----- |
| 1.  | Les Filles d'Irlande                | 3:43  |
| 2.  | Gwerz Porsal                        | 5:08  |
| 3.  | Marie-Jeanne-Gabrielle              | 4:09  |
| 4.  | Bro Gozh Ma Zadou                   | 5:56  |
| 5.  | Korydwen et le Rouge de Kenholl     | 6:40  |
| 6.  | Divent an Dour                      | 4:28  |
| 7.  | Sein 1940                           | 3:39  |
| 8.  | La Geste de Sarajevo                | 5:08  |
| 9.  | La Complainte de Louis-Marie Jossic | 6:02  |
| 10. | Lug                                 | 1:20  |
| 11. | Kan ar Kann                         | 8:14  |

## Musiciens
- Tri Yann
  - Jean Chocun
  - Jean-Paul Corbineau
  - Jean-Louis Jossic
  - Gérard Goron
  - Jean-Luc Chevalier
  - Konan Mevel (cornemuses)
  - Freddy Bourgeois (claviers)
  - Christophe Peloil (violon)
- L'Orchestre national des Pays de la Loire
- Bleunwenn Mevel
- Le Bagad de Nantes
- L'Ensemble vocal de Nantes